# Batalha de Bouvines
A batalha de Bouvines, que teve lugar em 27 de julho de 1214, foi uma batalha medieval, que terminou a guerra anglo-francesa iniciada em 1202. O confronto em Bouvines foi fundamental no desenvolvimento precoce da França na Idade Média, confirmando a soberania da coroa francesa sobre as terras do Império Angevino.
Filipe II da França derrotou um exército constituído de soldados germânicos, ingleses e flamengos, liderado pelo Sacro Imperador Romano-Germânico Otão IV de Brunsvique. Outros líderes incluíram o conde de Flandres Fernando I, Guilherme de Longespee e Renaud da Bolonha. A derrota foi tão decisiva que Otão foi deposto e substituído por Frederico II Hohenstaufen, Fernando e Renaud foram capturados e presos, além de João Sem-Terra ter sido forçado a assinar a Magna Carta por seus barões descontentes. Filipe foi-se capaz de assumir o controle indiscutível da maior parte dos territórios da França que haviam pertencido a João, tio materno e aliado de Otão.

## Prelúdio
Em 1214, o referido Fernando de Portugal, Conde da Flandres, desejava o retorno das cidades de Aire-sur-la-Lys e Saint-Omer, que ele havia recentemente perdido para Filipe II da França no tratado de Pont- A-Vendin. Assim, ele quebrou sua fidelidade para com Filipe e montou uma ampla coalizão, incluindo o Sacro Imperador Otão IV, o rei João I de Inglaterra (alcunhado de Sem Terra), o duque Henrique I de Brabante, o conde Guilherme I da Holanda, o duque Teobaldo I de Lorena, e o duque Henrique III de Limburgo.
A campanha foi planejada por João, que era o fulcro da aliança. Seu plano era marchar do sul da França em direção ao norte até Paris para as suas forças e manter os exércitos franceses ocupados, enquanto o exército principal, sob ordens do imperador Otão, marcharam em Paris a partir do norte. O plano de João foi realizado no início, mas os aliados no norte se movimentaram lentamente. João, depois de dois encontros com os franceses, retirou-se para Aquitânia em 3 de julho.
Em 23 de julho, depois de ter convocado todos os seus vassalos, Filipe tinha um exército composto por 4 000 cavaleiros e 11 000 soldados de infantaria. O imperador finalmente conseguiu concentrar suas forças em Valenciennes, e no intervalo de tempo Filipe preparava um contra-ataque, marchando em direção ao norte e reagrupando. Filipe agora assumiu a ofensiva pessoalmente e nas manobras para obter um bom terreno, lutava na cavalaria no leste planície de Bouvines e no rio Marque. Otão ficou surpreso com a velocidade de seu inimigo e pensou que iria ser apanhado desprevenido pelo rei de França (que provavelmente atraiu o imperador nesta armadilha). Embora Filipe estivesse afastado de certos rituais da Igreja, Otão estava excomungado, e decidiu lançar um ataque contra o que era então a retaguarda francesa. Filipe batalhou, mas seu exército se retirou rapidamente.
O exército aliado elaborou uma marcha a sul e oeste em direção Bouvines, com a cavalaria pesada sobre as asas, a infantaria em uma grande massa no centro, apoiado pelo corpo de cavalaria sob o próprio imperador. A força total foi calculado em 25 000 homens. Uma força muito maior de soldados de infantaria e cavalaria ligeiramente menor do que os franceses. O exército francês de 15 mil homens tomaram uma posição exatamente oposta em uma formação semelhante, cavalaria nas asas, infantaria, incluindo as milícias no centro, Filipe com a cavalaria reserva e o estandarte real, e o Oriflamme (bandeira de batalha do rei francês) na traseira dos homens a pé. O exército de Filipe continha cerca de 2 000 cavaleiros (750 eram do domínio real) e 2 000 sargentos montados com o resto sendo infantaria.

## Batalha
A batalha começou com uma briga de cavalaria confusa sobre os franceses, no qual façanhas individuais de bravura cavaleirescas eram mais visíveis (e melhor registado nas crônicas) do que qualquer tentativa de ação combinada. A luta era séria entre os dois centros. A infantaria dos Países Baixos, que estavam neste momento entre os melhores da Europa, levou de volta o exército francês. Filipe levou cavalaria a reserva de nobres e cavaleiros para recuperar o dia, e depois de uma luta longa e duvidosa (em que ele próprio foi desmontado e escapou da morte), começou a empurrar de volta os flamengos. 

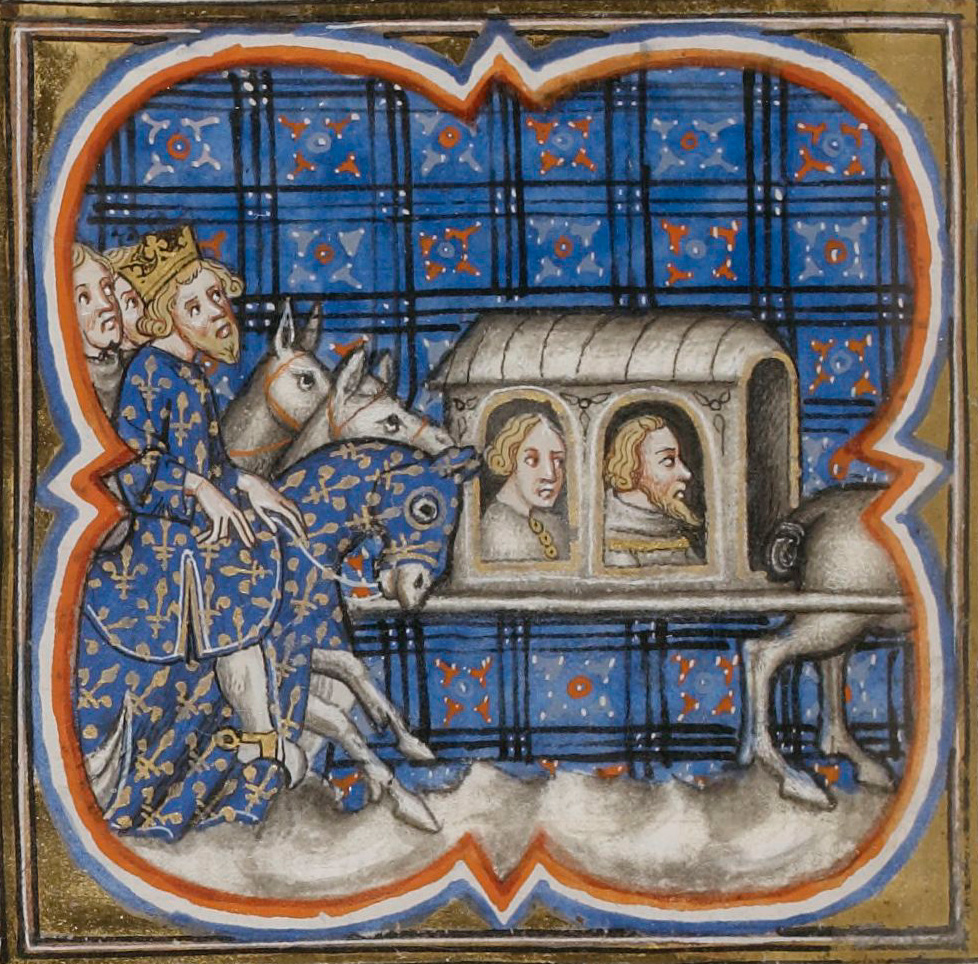
Fernando e Reginaldo sendo transportados após serem capturados.

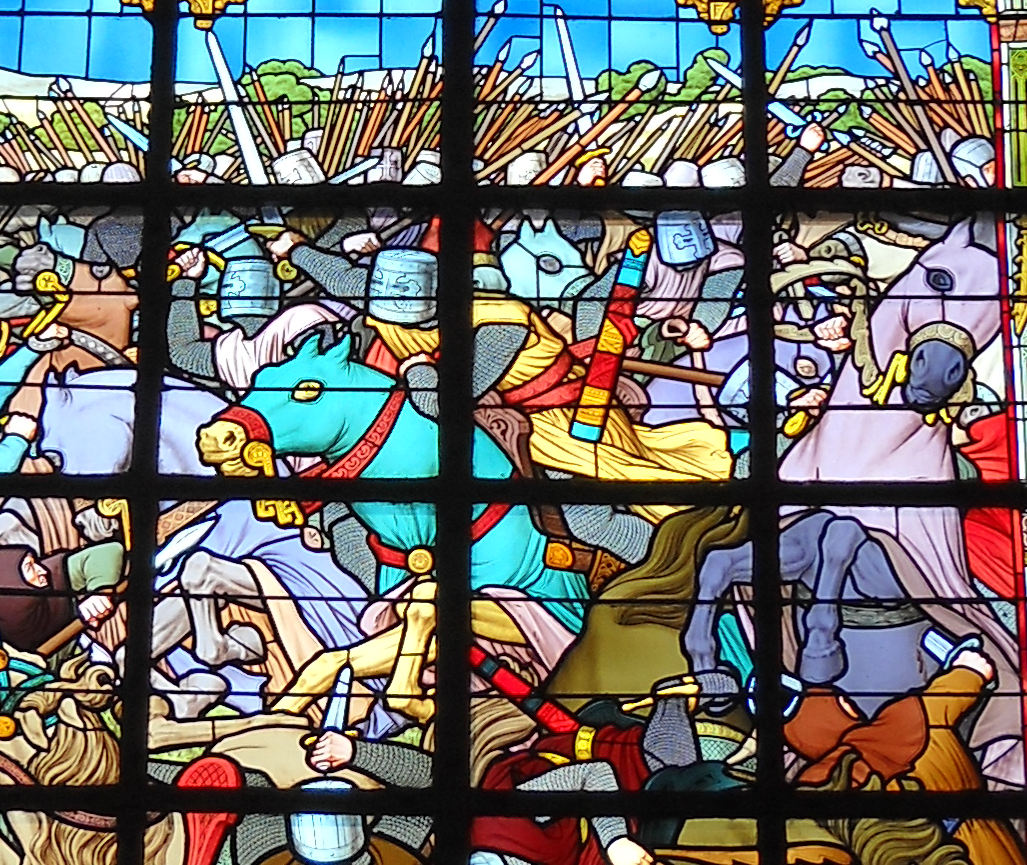
Um detalhe de um dos vitrais instalados na igreja paroquial de Bouvines em 1914.

Enquanto isso os franceses deixaram as tropas de Roberto de Dreux primeiramente pressionados por homens liderados por William Longespée, e os homens de Reginaldo da Bolonha são forçados a defender a ponte de Bouvines a pé. William Longespée foi derrubado e feito prisioneiro por Filipe de Dreux, (também conhecido como Bispo de Beauvais) e os soldados ingleses fugiram. Mathieu de Montmorency capturou doze bandeiras inimigas (em memória deste feito, o escudo de Montmorency inclui um adicional de doze águias, em vez de quatro anteriormente).
Na outra ala, os franceses finalmente encaminharam a cavalaria flamenga e capturaram Fernando, conde de Flandres, um dos líderes da coalizão. No centro da batalha era agora um corpo a corpo entre as duas reservas montadas lideradas pelo rei e o imperador em pessoa. Aqui também as forças imperiais sofreram uma derrota, o próprio Otão sendo salvo apenas pela devoção de um punhado de cavaleiros saxões.
O dia já estava decidido a favor dos franceses, quando suas asas começaram a se fechar dentro para cortar a retirada do centro imperial. A batalha terminou com o suporte célebre de Reginaldo de Bolonha, um ex-vassalo do rei Filipe, que formou um anel de setecentos lanceiros de Brabante, desafiando cada ataque da cavalaria francesa. Eventualmente, e muito tempo depois de o exército imperial ter começado sua retirada, a galante formação schiltrom foi montada para baixo e aniquilada por uma carga de três mil homens de armas. Reginaldo foi feito prisioneiro no meio da confusão. Os prisioneiros também incluiu William Longespée, vinte e cinco barões e mais de cem cavaleiros. O número de mortos ascendeu a cerca de 170 cavaleiros do partido derrotado, e muitos milhares de soldados de cada lado.

## Comemoração
Em ação de graças pela vitória, Filipe Augusto fundou a abadia de Notre Dame de la Victoire, entre Senlis e Mont l'Evêque.
Em 1914, para marcar o sétimo centenário, o prefeito da comuna de Bouvines Félix Dehau ordenou a construção na igreja uma série de vitrais representando a história da batalha.